# Carena del Castell
La Carena del Castell és una serra situada a cavall dels termes municipals de l'Estany i de Santa Maria d'Oló, al Moianès.

La Carena del Castell, respecte del terme de l'Estany

Està situada a l'extrem nord-occidental del terme estanyenc, on s'estén de nord-oest a sud-oest, coincidint el seu traçat amb el termenal entre els dos municipis esmentats. És paral·lela pel nord a la Serra del Castell. El seu extrem occidental és a migdia de Cantagalls i l'extrem oriental, el Pla del Castell i la masia del Castell.